# 小行星3167
小行星3167（3167 Babcock）是一颗绕太阳运转的小行星，为主小行星带小行星。该小行星于1955年9月13日发现。
該小行星以美國天文學家父子霍勒斯·W·巴布科克和哈羅德·D·巴布科克命名。

## 轨道参数
小行星3167的轨道半长轴为2.5416362 UA，离心率为0.107。